# Brkiševina
Brkiševina falu Horvátországban, Sziszek-Monoszló megyében. Közigazgatásilag Lekenikhez tartozik.

## Fekvése
Sziszek városától légvonalban 22, közúton 32 km-re nyugatra, községközpontjától légvonalban 18, közúton 28 km-re délnyugatra, a 36-os számú főúttól délre, a Kulpa bal partján, a Glina torkolatával átellenben fekszik. Északnyugati része teljesen összeépült a szomszédos Šišineccel.

## Története
Brkiševina a térség egyik legősibb települése. A Kulpa nagy kanyarja által három oldalról is védett területe és stratégiai helyzete arra késztette az embert, hogy valószínűleg már a legősibb időben is települést létesítsen itt. Innen jól be lehetett látni a Glina egész torkolatvidékét és ellenőrizni lehetett a Kulpán haladó hajóforgalmat is. Területe a 13. századtól a topuszkai cisztercita apátsághoz tartozott. Az apátság alapításakor II. András királytól 1211-ben és 1213-ban nemesi kiváltságokat kapott, melyeket évszázadokon át megőrzött. Még a 16. században is több prediális nemes élt a településen, akik jobbágyokat tartottak. Az apátság birtokai a Kulpamente nagy részére kiterjedtek, de a 16. században a török veszély közeledtére a ciszterciták távozni kényszerültek és ekkor a birtok a zágrábi püspökségé lett. A brkiševinai plébániát mint a topuszkai apátság alárendeltségébe tartozót a 16. században említik először, de magát a Szent Kozma és Damján plébániatemplomot már 1334-ben említi Ivan gorai főesperes „Item ecclesia sanctorum Cosme et Damiani de Berkis” néven.
Az 1576 után egyre gyakoribb török pusztítások miatt 16. század végére a térség gyakorlatilag kipusztult. Megmaradt lakossága is a biztonságosabb magyarországi területekre költözött. A nemesek vitték magukkal jobbágyaikat is. A plébániát 1574-ben említik utoljára. A brkiševinai várnak, mely a török elleni kulpamenti védelmi rendszer része volt 1575-től említik az állandó őrségét. A ciszterciek 16. századi távozásával a birtok a zágrábi püspökségé lett. A térség csak a 17. században népesült be újra. A török veszély csökkenésével az apátság egykori területeit a zágrábi püspökség a lakosság számában elszenvedett veszteséget Boszniából áttelepített horvátokkal próbálta pótolni.
A településnek 1857-ben 392, 1910-ben 498 lakosa volt. A 20. század első éveiben a kilátástalan gazdasági helyzet miatt sokan vándoroltak ki a tengerentúlra. 1918-ban az új szerb-horvát-szlovén állam, majd később Jugoszlávia része lett. A második világháború idején a Független Horvát Állam része volt. A háború után a béke időszaka köszöntött a településre. Enyhült a szegénység és sok ember talált munkát a közeli városokban. A falu 1991. június 25-én a független Horvátország része lett. 2011-ben 95 lakosa volt.

## Népesség
| Lakosság változása | Lakosság változása | Lakosság változása | Lakosság változása | Lakosság változása | Lakosság változása | Lakosság változása | Lakosság változása | Lakosság változása | Lakosság változása | Lakosság változása | Lakosság változása | Lakosság változása | Lakosság változása | Lakosság változása | Lakosság változása |
| ------------------ | ------------------ | ------------------ | ------------------ | ------------------ | ------------------ | ------------------ | ------------------ | ------------------ | ------------------ | ------------------ | ------------------ | ------------------ | ------------------ | ------------------ | ------------------ |
| 1857               | 1869               | 1880               | 1890               | 1900               | 1910               | 1921               | 1931               | 1948               | 1953               | 1961               | 1971               | 1981               | 1991               | 2001               | 2011               |
| 392                | 403                | 387                | 455                | 502                | 498                | 536                | 552                | 503                | 495                | 443                | 370                | 276                | 205                | 121                | 95                 |

## Nevezetességei
- Brkiševina vára egyike volt azoknak a megerősített helyeknek, melyeket a szábor határozata alapján építettek a Kulpa mentén a határvédelem céljából. Őrségét 1575-től említik. A vár fából épült, ennek megfelelően „arx lignea”ként szerepel az oklevelekben. Ma már a helye sem ismert. A helyiek szerint a šišineci Szent Márta plébániatemplomtól délkeletre a „Turčinac” nevű helyen állt az az erőd, ahova a lakosság török veszély idején menekült. Más magyarázat szerint azonban a hely a nevet az alapján kapta, hogy sok törököt öltek meg ott. Feltárások hiányában a kérdés ma még eldöntetlen.
- Szűz Mária tiszteletére szentelt kápolnája[5] a falun kívül, a temetőben áll. a kápolna a 19. században kő alapokon fából épült. Kívül és belül vakolva van. Alaprajza négyszög, ugyancsak négyszögletes szentéllyel, homlokzata felett kis toronnyal. Belseje díszítés nélküli. Berendezéséből fennmaradt az oltár menzája, négy fém gyertyatartó és egy egyszerű fa feszület. Állapota eléggé leromlott, vakolata sok helyen leesett, tetőzete beázik. Alapos felújításra szorul.
- Emeletes népi építésű fa lakóházak a 19. századból és a 20. század elejéről a 25. és 39. számok alatt.